# Peter Ressel
Peter Ressel (Krommenie, 4 dicembre 1945) è un ex calciatore olandese, di ruolo centrocampista.

## Carriera

### Club
Ala destra, durante la sua ventennale carriera ha vinto una Coppa UEFA, una Coppa delle Coppe e una Supercoppa UEFA, giocando tra Olanda, Belgio e USA.
Vanta 55 presenze e 8 nelle competizioni UEFA per club.

## Palmarès

### Club

#### Competizioni nazionali
- Campionato olandese: 1

Feyenoord: 1973-1974
- Coppa del Belgio: 1

Anderlecht: 1975-1976

#### Competizioni internazionali
- Coppa UEFA: 1

Feyenoord: 1973-1974
- Coppa delle Coppe UEFA: 1

Anderlecht: 1975-1976
- Supercoppa UEFA: 1

Anderlecht: 1976